# Blue Stinger
Blue Stinger (ブルースティンガー) est un jeu vidéo de type survival horror, créé par Climax CEO au Japon et édité par Activision en Amérique du Nord et en Europe, sorti sur Dreamcast en 1999.

## Accueil
Pour Overgame, Blue Stinger n’est pas un jeu d’horreur mais de suspense, et y voit plutôt une parodie. Overgame souligne que la caméra en version japonaise n’était pas toujours pratique mais jamais réellement problématique, et surtout elle mettait en valeur les décors et apportait une touche cinématographique intense, et regrette donc que cette caméra ait été « brisée » pour la version européenne du jeu. Finalement, pour Overgame, Blue Stinger était un excellent jeu d'action et d'aventure à la réalisation technique de grande qualité.
Le site de retrogaming Grospixels décrit Blue Stinger comme un jeu bancal, présenté à tort à l’époque comme un jeu d’horreur concurrent de Resident Evil, mais qui se révèle être plutôt un jeu d’action quelque peu parodique et terriblement fun. La qualité de la modélisation et des textures est saluée, mais l’animation apparaît en revanche étrange et saccadée et la caméra souvent mal placée (trop éloignée en version japonaise et trop rapprochée en version européenne).